# 亚历山大·科兹洛夫
亚历山大·彼得罗维奇·科兹洛夫（俄语：Александр Петрович Козлов，1949年5月2日—2021年2月6日），俄罗斯政治人物，奥廖尔州原州长。

## 生平
1949年5月2日出生于苏联俄罗斯苏维埃联邦社会主义共和国鞑靼斯坦自治共和国上烏斯隆區谢托沃村。1968年进入鞑靼斯坦自治共和国的审计机关工作。1979年毕业于喀山财经学院。1984年进入苏联财政部工作，历任监督和审计局副局长、劳动组织和薪酬保险局副局长、财政系统规划局副局长、人事教育研究局副局长等职。1989年调入苏联人民监督委员会工作，担任计划和财政机关的监督专员。1991年苏联解体后，在俄罗斯联邦总统办公厅工作，历任监督局审计处处长、监督局副局长。1992年调入俄罗斯联邦政府办公厅工作，历任地区政策局局长、地区协作事务局长等职。1996年，任俄罗斯联邦政府办公厅副秘书长-俄罗斯联邦与各联邦主体间关系部长。1998年至1999年，担任秋明石油公司副总裁兼业务支持部负责人。1999年至2004年，担任俄罗斯联邦政府办公厅副秘书长。2004年至2009年，担任俄罗斯联邦农业部副部长。2009年2月至2014年2月，担任奥廖尔州州长。2021年2月在莫斯科病逝。